# Gaziantep Basketbol
El Gaziantep Basketbol és un club de basquetbol de la ciutat de Gaziantep, a Turquia.
L'equip es va fundar el 2007 i el 2010 el club va ascendir a Segona Divisió. La temporada 2012-13, l'equip va pujar a la Primera Divisió. El 2012, Royal Halı (un productor de catifes turques) es va convertir en patrocinador principal i l'equip va ser rebatejat com a Royal Halı Gaziantep. Després de la temporada 2015-16, l'equip va tenir problemes financers després que Royal Halı es retirés i es va veure obligat a abandonar la màxima categoria.

## Jugadors destacats
- Jaka Lakovič
- Domen Lorbek
- Joey Dorsey
- Cory Higgins
- Šarūnas Vasiliauskas